# 小行星2684
小行星2684（2684 Douglas）是一颗绕太阳运转的小行星，为主小行星带小行星。该小行星于1981年1月3日发现。
該小行星以發現者諾曼·G·托馬斯的兄弟，美國物理學家道格拉斯·B·托馬斯（Douglas B. Thomas）命名。

## 轨道参数
小行星2684的轨道半长轴为3.0511519 UA，离心率为0.038。